# Frugalware
Frugalware est une distribution Linux d'origine hongroise à vocation généraliste créée par Miklós Vajna et conçue pour des utilisateurs de niveau intermédiaire/moyen (qui ne sont pas effrayés par un terminal de commande). Elle est basée sur Slackware dont elle partage l'esprit « UNIX-like », mais qu'elle améliore au niveau de la gestion et de la mise à jour automatique des paquets tout en conservant ses qualités de robustesse et de légèreté[réf. nécessaire]. Elle utilise par ailleurs une version modifiée du gestionnaire de paquets Pacman, issu d'Arch Linux.

## Fonctionnalités et communauté
Cette distribution, possède une petite communauté dynamique et à l'écoute de ses utilisateurs, composée de beaucoup de Français (plus de la moitié des développeurs actifs de Frugalware sont français).
En outre, Frugalware propose un système d'exploitation moderne (un exemple est l'adoption de systemd par défaut pour Frugalware 1.5 ("Mores")), des logiciels récents.

## Architectures
Frugalware est une distribution optimisée pour les architectures i686 qui s'appuie sur des paquets x86 binaires. Elle supporte également les architectures x86_64 et PPC.
En d'autres termes, la distribution tournera généralement plus vite que ses consœurs non spécialisées sur les susdites architectures.
Frugalware est en train d'être porté vers l'architecture ARM, qui sera prête pour la version 1.5.

## Gestion des paquets
Depuis la version 0.6 Terminus, Frugalware utilise le gestionnaire de paquets Pacman-G2 ; Pacman-G2 est une refonte complète de l'outil pacman d'Arch Linux qui administre les mises à jour/à niveau du système, l'installation ou la suppression des paquets, et qui gère aussi les dépendances.
L'extension de nom de fichier des paquets de Frugalware est le .fpm. Les .fpm se révèlent être des archives tar compressées avec bzip2 ou xz (depuis 2010). Il est également possible de construire ses propres paquets à partir des sources via les Frugalbuild ; cette méthode respecte l'intégrité des sources (c'est-à-dire que les paquets sont compilés sans altérer le code source original).
Toutes ces opérations s'effectuent en mode console ou avec le programme gfpm qui possède une interface graphique plus conviviale.

## Référence croisée APT - pacman-g2
Pour ceux qui sont familiers avec le gestionnaire de paquets APT, voici une référence croisée (on peut cependant utiliser la commande pacman à la place de Pacman-G2, pacman étant un lien symbolique vers Pacman-G2).
| Action                                 | Commande apt         | Commande Pacman-G2   |
| -------------------------------------- | -------------------- | -------------------- |
| Rafraîchir la liste des paquets        | apt-get update       | pacman-g2 -Sy        |
| Mettre à jour les paquets installés:   | apt-get upgrade      | pacman-g2 -Su        |
| Installer un nouveau paquet:           | apt-get install foo  | pacman-g2 -S foo     |
| Retirer un paquet:                     | apt-get remove foo   | pacman-g2 -Rc foo    |
| Rechercher dans la liste des paquets:  | apt-cache search foo | pacman-g2 -Ss foo    |
| Installer un paquet depuis un fichier: | dpkg -i foo.deb      | pacman-g2 -A foo.fpm |
| Nettoyer le cache des paquets:         | apt-get clean        | pacman-g2 -Sc        |

## Branches
À l'image de Debian, Frugalware comporte plusieurs branches :
- Une branche Current mise à jour quotidiennement avec les paquets les plus récents.
- Une branche Stable actualisée environ tous les 6 mois.

Frugalware est donc considérée comme une "rolling release" si vous choisissez de vous synchroniser avec le dépôt current.

## Objectifs
Cette distribution essaie d'associer la simplicité (principe KISS) et la rapidité. Frugalware tente également de rendre l'utilisation de la distribution confortable et agréable à utiliser.
Pour atteindre ces objectifs, Frugalware met vite les paquets à jour (moins d'une semaine après sa sortie en général), propose de beaux thèmes par défaut pour les environnements de bureau, propose plusieurs jeux dans les dépôts …
De plus, les développeurs proposent une installation traditionnelle via DVD, par le net (installation qui évite de graver plusieurs CD), CD, ou sur clé USB bootable. Les utilisateurs pourront en outre bientôt tester Frugalware via un livecd qui offre la même opportunité que le netinstall.

## Versions
Le nom des différentes versions de Frugalware, à l'exception de Genesis, proviennent de nom de planètes du Cycle de Fondation écrit par Isaac Asimov.